# سد هرداپ
سد هرداپ (به لاتین: Hardap Dam) یک سد در نامیبیا است.